# Vlag van Jonkersvaart

Vlag van Jonkersvaart

De vlag van Jonkersvaart is de vlag van het dorp Jonkersvaart, gelegen in de gemeente Westerkwartier in de Nederlandse provincie Groningen. De vlag werd in 2012 gelijktijdig ontworpen met het wapen van Jonkersvaart. 

## Beschrijving
De beschrijving van de vlag luidt als volgt:
Drie banen geel, blauw en zwart, golvend aaneengesloten met een hoogte van 5:1:2; in het geel aan de broekzijde een zwarte leeuw met rode tong en nagels.

### Symboliek
- Zwarte baan: duidt op het veen en de turfwinning.[1]
- Golvende balk: verwijst naar het kanaal door het dorp.[1]
- Geel veld: staat voor de welvaart die het dorp aan de turfwinning te danken heeft.[1]
- Zwarte leeuw: afkomstig uit het wapen van het geslacht Von Innhausen und Kniphausen. Ferdinand Folef von Innhausen und Kniphausen gaf opdracht voor het graven van de Jonkersvaart.[1]

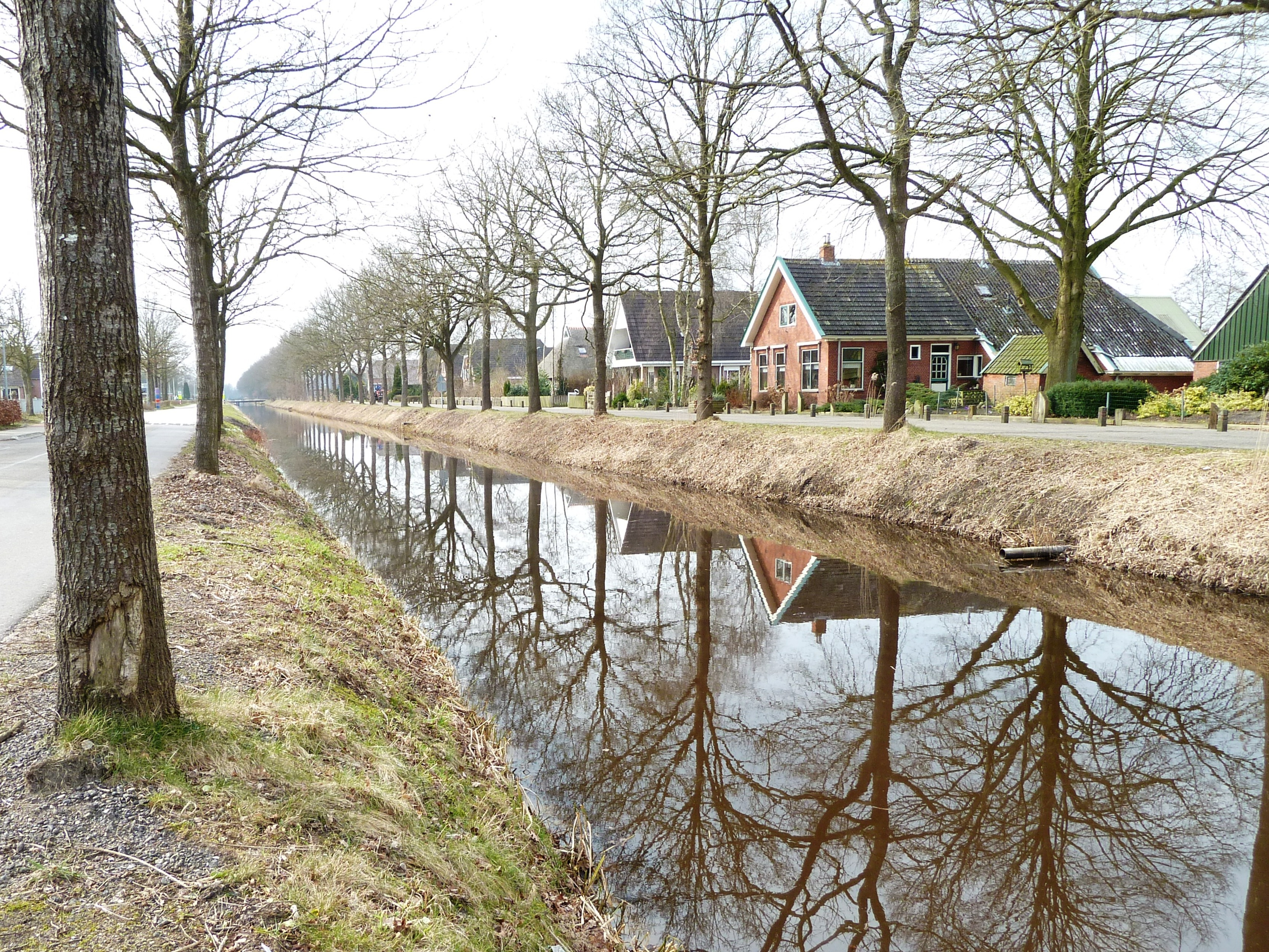
De gelijknamige Jonkersvaart door het dorp.
Het wapen Von Innhausen und Kniphausen.

## Zie ook

Wapen van Jonkersvaart